# کارلن مکردجیان
کارلن وارتگسی مکردجیان (ارمنی: Կառլեն Վարդգեսի Մկրտչյանը؛ متولد ۲۵ نوامبر ۱۹۸۸ در ایروان)، بازیکن فوتبال در پست مدافع اهل ارمنستان می‌باشد. او هم‌اکنون برای تیم باشگاهی پیونیک بازی می‌کند.

## باشگاهی
این بازیکن سابقه بازی در تیم‌های باشگاهی پیونیک، متالوره دونتسک، آنژی ماخاچکالا و توبول کوستانای را نیز در کارنامه دارد.

### آمار باشگاهی
| باشگاه               | فصل           | لیگ               | لیگ    | لیگ  | جام حذفی | جام حذفی | League Cup | League Cup | قاره‌ای | قاره‌ای | سایر   | سایر | مجموعاً | مجموعاً |
| باشگاه               | فصل           | دسته              | بازی‌ها | گل‌ها | بازی‌ها   | گل‌ها     | بازی‌ها     | گل‌ها       | بازی‌ها | گل‌ها   | بازی‌ها | گل‌ها | بازی‌ها | گل‌ها   |
| -------------------- | ------------- | ----------------- | ------ | ---- | -------- | -------- | ---------- | ---------- | ------ | ------ | ------ | ---- | ------ | ------ |
| متالورگ دونتسک       | ۲۰۱۰–۱۱       | لیگ برتر اوکراین  | ۶      | ۰    | ۰        | ۰        | –          | –          | –      | –      | –      | –    | ۶      | ۰      |
| متالورگ دونتسک       | ۱۲–۲۰۱۱       | لیگ برتر اوکراین  | ۱۹     | ۰    | ۴        | ۰        | –          | –          | –      | –      | ۰      | ۰    | ۲۳     | ۰      |
| متالورگ دونتسک       | ۱۳-۲۰۱۲       | لیگ برتر اوکراین  | ۱۶     | ۰    | ۱        | ۰        | –          | –          | –      | –      | –      | –    | ۱۷     | ۰      |
| متالورگ دونتسک       | ۲۰۱۳–۱۴       | لیگ برتر اوکراین  | ۶      | ۰    | ۰        | ۰        | –          | –          | ۲      | ۰      | –      | –    | ۸      | ۰      |
| متالورگ دونتسک       | ۲۰۱۴–۱۵       | لیگ برتر اوکراین  | ۰      | ۰    | ۰        | ۰        | –          | –          | –      | –      | –      | –    | ۰      | ۰      |
| متالورگ دونتسک       | مجموع         | مجموع             | ۴۷     | ۰    | ۵        | ۰        | -          | -          | ۲      | ۰      | ۰      | ۰    | ۵۴     | ۰      |
| آنژی مخاچ‌قلعه (قرضی) | ۲۰۱۳–۱۴       | لیگ برتر روسیه    | ۱۳     | ۰    | ۰        | ۰        | –          | –          | ۵      | ۱      | –      | –    | ۱۸     | ۱      |
| باشگاه فوتبال توبول  | ۲۰۱۴          | لیگ برتر قزاقستان | ۴      | ۰    | ۰        | ۰        | –          | –          | –      | –      | –      | –    | ۴      | ۰      |
| آنژی مخاچ‌قلعه        | ۲۰۱۵–۱۶       | لیگ برتر روسیه    | ۲۰     | ۱    | ۱        | ۰        | -          | -          | -      | -      | ۰      | ۰    | ۲۱     | ۱      |
| آنژی مخاچ‌قلعه        | ۲۰۱۶–۱۷       | لیگ برتر روسیه    | ۲      | ۰    | ۰        | ۰        | -          | -          | -      | -      | -      | -    | ۲      | ۰      |
| آنژی مخاچ‌قلعه        | مجموع         | مجموع             | ۲۲     | ۱    | ۱        | ۰        | -          | -          | -      | -      | ۰      | ۰    | ۲۳     | ۱      |
| پیونیک               | ۲۰۱۷–۱۸       | لیگ برتر ارمنستان | ۱۶     | ۱    | ۱        | ۰        | -          | -          | ۰      | ۰      | -      | -    | ۱۷     | ۱      |
| پیونیک               | ۲۰۱۸–۱۹       | لیگ برتر ارمنستان | ۲۲     | ۱    | ۲        | ۰        | -          | -          | ۱      | ۰      | -      | -    | ۲۵     | ۱      |
| پیونیک               | ۲۰۱۹–۲۰       | لیگ برتر ارمنستان | ۶      | ۱    | ۰        | ۰        | -          | -          | ۵      | ۰      | -      | -    | ۱۱     | ۱      |
| پیونیک               | مجموع         | مجموع             | ۴۴     | ۳    | ۳        | ۰        | -          | -          | ۶      | ۰      | -      | -    | ۵۳     | ۳      |
| مجموع باشگاهی        | مجموع باشگاهی | مجموع باشگاهی     | ۱۳۰    | ۴    | ۹        | ۰        | -          | -          | ۱۳     | ۱      | ۰      | ۰    | ۱۵۲    | ۵      |

## تیم ملی
وی همچنین در تیم ملی فوتبال زیر ۲۱ سال ارمنستان و تیم ملی فوتبال ارمنستان بازی کرده‌است. مکرتچیان نخستین بازی ملی خود را که در چهارچوب تورنمنت بین‌المللی مالت بود در تاریخ ۲ فوریه ۲۰۰۸ در والتا در مقابل مالت انجام داده‌است.

### گل‌های ملی
ابتدا فهرست گل زده و نتیجه ارمنستان.
| # | تاریخ                                              | ورزشگاه                                | حریف    | گل زده | نتیجه | رقابت                                              |
| - | -------------------------------------------------- | -------------------------------------- | ------- | ------ | ----- | -------------------------------------------------- |
| ۱ | ۱۴ نوامبر ۲۰۱۲                                     | ورزشگاه جمهوریت وازگن سارگسیان، ایروان | لیتوانی | ۲–۰    | ۴–۲   | بازی دوستانه                                       |
| ۲ | مرحله مقدماتی جام جهانی فوتبال ۲۰۱۴ – گروه B اروپا | ورزشگاه سینوبو، پراگ، جمهوری چک        | چک      | ۱–۰    | ۲–۱   | مرحله مقدماتی جام جهانی فوتبال ۲۰۱۴ – گروه B اروپا |

## افتخارت

### باشگاهی
پیونیک
- لیگ برتر فوتبال ارمنستان (۱): ۲۰۰۷, ۲۰۰۸, ۲۰۰۹, ۲۰۱۰
- جام استقلال ارمنستان (۲): جام استقلال ارمنستان (۲۰۰۹), ۲۰۱۰
- جام استقلال ارمنستان نایب قهرمانی (۱): ۲۰۰۶
- سوپر جام فوتبال ارمنستان (۳): ۲۰۰۷، ۲۰۰۸، ۲۰۱۰
- سوپر جام فوتبال ارمنستان نایب قهرمانی (۲): ۲۰۰۶، ۲۰۰۹

 متالوره دونتسک
- جام حذفی فوتبال اوکراین نایب قهرمانی (۱): جام حذفی فوتبال اوکراین ۱۲-۲۰۱۱
- سوپر جام فوتبال اوکراین نایب قهرمانی (۱): ۲۰۱۲

### انفرادی
- بازیکن فوتبال سال ارمنستان: ۲۰۱۰
- متالوره دونتسک بازیکن ماه: اکتبر ۲۰۱۱، نوامبر ۲۰۱۱، دسامبر ۲۰۱۱[۴]
- متالوره دونتسک بازیکن نیم فصل اول: ۲۰۱۲–۲۰۱۳.[۵]
- متالوره دونتسک بهترین بازیکن خارجی: ۲۰۱۲[۶]